# Grimaldus
Grimaldo o Grimaldus Aemilianensis fue un monje benedictino y escritor español del tercer tercio del siglo XI y comienzos del XII, al parecer perteneciente al monasterio de San Millán de Suso y después al de Santo Domingo de Silos.

## Biografía
Poco y bastante incierto se conoce sobre este autor. Por su nombre es posible que fuera de origen francés. Perteneció al scriptorium del monasterio de San Millán de Suso antes de ingresar en el de Silos, según Vitalino Valcárcel, pues ambos monasterios colaboraban estrechamente al tener intereses comunes frente al poderoso monasterio de San Pedro de Arlanza y Grimaldo habría acompañado a su maestro Domingo al exilio en Silos cuando lo expulsó de sus tierras el rey de Navarra García Sánchez III. Escribió diversos poemas en latín en elogio de esta ilustre figura, Santo Domingo de Silos (c. 1000-1073), a quien sobrevivió y de quien fue compañero y amigo, y al parecer también sobre San Felices de Bilibio, de cuya traslación de cenizas a San Millán desde Haro habría sido testigo en 1090, refiriéndolo en una narración de este evento en primera persona en el año 1098. Sin embargo, estudios recientes fechan este escrito en época muy posterior y no sería de su mano ni de su autoría.
Por otra parte, redactó en prosa una Vita Beati Dominici Confessoris Christi et Abbatis o Dominicus Exiliensis seu de Silos abbas a petición del abad que sucedió a Santo Domingo en Silos, Fortunio (1073-1116), en el siglo XI. Entre 1073, fecha del óbito del santo, y 1076, compuso una primera versión de esta hagiografía del santo abad restaurador del monasterio de San Sebastián de Silos, que luego tomaría su nombre, pero luego redactó una segunda posterior a 1088. Fue un manuscrito de esta obra la que sirvió de fuente al poeta Gonzalo de Berceo para escribir en dialecto riojano del castellano su Vida de Santo Domingo de Silos en el siglo XIII.
Grimaldo fue testigo presencial y ocular de cuanto señala sobre Santo Domingo, y de lo que no vio se informó por testigos fiables; incluso estuvo en algunos de los más de un centenar de milagros que le dieron al Santo fama de taumaturgo. Él mismo lo declara:

Quam promissionem visionis ab eo (Dominico) audientes, tunc quidem funditus fidem dare negleximus... de integro intelligere non potuimus... at nunc videntes illius miraculorum insignia... intelligimus... Ideo fratres dilectissimi (monachi silenses) beatum patronum nostrum Dominicum... veneremur, laudemus...

Grimaldo compuso además de las obras citadas un oficio completo, siete himnos y el epitafio del sepulcro primitivo de Santo Domingo, escritos que publicó el padre benedictino Sebastián de Vergara en 1736; este benedictino le atribuye también en el "Prólogo" de su biografía una traducción de las Etimologías de San Isidoro de Sevilla y "la copia de Esmaragdo Sobre la Santa Regla", que debe ser un manuscrito con los Commentaria In Regula Sanchi Benedicti de Esmaragdo de Saint-Mihiel, sin ofrecer más detalles.

## Obras
- Carmen in laudem Dominici
- Epitaphium sepulchri sancti Dominici
- Atribución de la Translatio et miracula sancti Felicis (sive Translatio corporis beati Felicis ex castro Bilibiensi in monasterium S. Aemiliani Cucullati, a. 1090. Hay una traducción del siglo XV al castellano, obra de Gonzalo de Ocaña, y según otros anónima,[7] en la RAH: Translación del glorioso cuerpo de nuestro padre sant Feliçes.
- Vita Beati Dominici Confessoris Christi et Abbatis o Vita et miracula Dominici Exiliensis. Hay ed. crítica y traducción de Vitalino Valcárcel, "Vita dominici siliensis" de Grimaldo. Estudio, edición crítica y traducción, Logroño: Instituto de Estudios Riojanos, 1982.